# 주이라크 미군
주이라크 미군(United States Forces – Iraq (USF-I))은 이라크에 주둔하던 미국 중부사령부의 예하 통합전투사령부이다.  이라크 전쟁 종결에 따라 철수하는 와중에 새로이 설립된 이라크군을 훈련시키고 기능을 발휘할 수 있도록 돕는 임무를 수행하였다.

## 역사
2007년, 미국과 이라크 정부는 미국-이라크 지위협정을 체결하고 이듬해 2008년 1월 1일부터 발효되었다.
2010년 1월 1일, USF-I가 다국적안보전이사령부, 이라크 다국적군, 이라크 다국적군단을 대채하여 이라크 바그다드의 캠프 빅토리에 창설되었다. 북부 미국사단은 북부다국적사단, 중부 미국사단은 서부 다국적군과 바그다드 다국적사단, 남부 미국사단은 남부 다국적사단을 대채하였다.
2월 2일, 제1보병사단은 제34보병사단으로부터 남부 미국사단의 지휘권을 넘겨받았다.
2011년 12월 15일, 미국 국방부가 이라크 전쟁의 종전을 선언하였다. 이라크 안에 건설된 미국의 캠프 중 하나인 아데르 기지가 이라크에 마지막으로 양도되었고, 그 후 미국군은 USF-I를 해체하였다.

## 편성
- 미국 육군
  - 미국 북부사단(United States Division-North (USD-N))
  - 미국 중부사단(United States Division-Center (USD-C)) - 빅토리 기지단지
  - 미국 남부사단(United States Division-South (USD-S))
- 미국 공군
  - 제9항공우주원정TF-이라크(9th Air and Space Expeditionary Task Force-Iraq)
  - 제321항공원정비행단 (321st AEW) - 사터 공군기지
  - 제332항공원정비행단 (332nd AEW) - 발라드 공군기지/합동기지

## 사령관
USFI 사령관은 NATO 이라크 훈련임무대(NATO Training Mission – Iraq (NTM-I), 2004년 ~ 2011년 12월) 사령관 직책을 겸직하였다.
| # | 사진 | 성명                        | 군별 | 취임일         | 이임일           |
| - | ---- | --------------------------- | ---- | -------------- | ---------------- |
| 1 |      | 대장 레이먼드 T. 오디어노   | 육군 | 2010년 1월 1일 | 2010년 9월 1일   |
| 2 |      | 대장 롤로이드 J. 오스틴 3세 | 육군 | 2010년 9월 1일 | 2011년 12월 15일 |

## 참고
1. ↑  Spc. Samuel Soza, 367th MPAD (2010년 2월 3일). “1st Infantry Division takes command of United States Division-South”. 2016년 6월 8일에 확인함.
2. ↑  유현민 (2011년 12월 16일). “마지막 미군기지 이라크에 이양”. 연합뉴스. 2016년 6월 7일에 확인함.